# 国鉄タム8400形貨車
国鉄タム8400形貨車（こくてつタム8400がたかしゃ）は、かつて日本国有鉄道（国鉄）に在籍した私有貨車（タンク車）である。
本形式と同一の専用種別であるタキ10400形についても本項目で解説する。

## タム8400形
タム8400形は、アセトアルデヒド専用の15t 積二軸貨車である。
1964年（昭和39年）3月13日に2両（タム8400 - タム8401）が日立製作所にて製作された。
本形式の他にアセトアルデヒドを専用種別とする形式は、タキ6850形、タキ9250形、タキ10400形（後述）、タキ11250形の4形式である。
所有者は、倉敷レイヨン（現・クラレ）でありその常備駅は羽越本線の中条駅であった。
1979年（昭和54年）10月より化成品分類番号「燃32」（燃焼性の物質、引火性液体、危険性度合1（大））が標記された。
タンク体は普通鋼製の直胴タイプで、キセ（外板）付きドーム付きタンク車であり、荷役方式はマンホールによる上入れ、液出管による上出し式である。
車体色は黒色、寸法関係は全長は9,100mm、全幅は2,528mm、全高は3,821mm、軸距は5,100mm、実容積は19.1m3、自重は11.4t、換算両数は積車2.0、空車1.2であり、最高運転速度は75km/h、車軸は12t長軸であった。
1983年（昭和58年）9月8日に2両一緒に廃車となり、同時に形式消滅となった。

## タキ10400形
本形式は、アセトアルデヒド専用の30t 積タンク車として1968年（昭和43年）1月29日に1両（タキ10400）のみが日立製作所にて製作された。
所有者は、倉敷レイヨン（現・クラレ）でありその常備駅は羽越本線の中条駅であった。
1979年（昭和54年）10月より化成品分類番号「燃32」（燃焼性の物質、引火性液体、危険性度合1（大））が標記された。
35系に属するタンク体は、普通鋼（一般構造用圧延鋼材）製のキセ（外板）付きドーム付きタンク車であり、荷役方式はマンホールによる上入れ、液出管による上出し式である。
車体色は黒色、寸法関係は全長は12,300mm、全幅は2,720mm、全高は3,880mm、台車中心間距離は8,500mm、実容積は37.9m3、自重は18.8t、換算両数は積車5.0、空車1.8であり、台車はベッテンドルフ式のTR41Cである。
1983年（昭和58年）9月8日にタム8400形2両と一緒に廃車となり、同時に形式消滅となった。車齢15年と短命な形式であった。